# ماري ماتالين
ماري ماتالين (مواليد 19 أغسطس 1953) مستشارة سياسية أمريكية معروفة بعملها مع الحزب الجمهوري. عملت في عهد الرئيس رونالد ريغان ، وكانت مديرة حملة جورج بوش الأب ، وكانت مساعدة للرئيس جورج دبليو بوش ، ومستشارة لنائب الرئيس ديك تشيني حتى عام 2003. ماتالين رئيسة تحرير (Threshold Editions) ، وهي بصمة نشر محافظة في سايمون اند شوستر ، منذ مارس 2005. وهي متزوجة من المستشار السياسي الديمقراطي جيمس كارفيل. ظهرت في الفيلم الوثائقي الحائز على جائزة Boogie Man: The Lee Atwater Story ، كما لعبت دورها ، أمام زوجها جيمس كارفيل وجون سلاتري وماري ماكورماك في سلسلة K Street التي لم تدم طويلاً.
في 5 مايو 2016 ، أعلنت ماتالين أنها غيرت انتمائها إلى الحزب الليبرتاري الأمريكي.